# 3594 Scotti
3594 Scotti eller 1983 CN är en asteroid i huvudbältet som upptäcktes den 11 februari 1983 av den amerikanske astronomen Edward L.G. Bowell vid Anderson Mesa Station. Den är uppkallad efter den amerikanske astronomen James V. Scotti.
Asteroiden har en diameter på ungefär 7 kilometer och den tillhör asteroidgruppen Maria.